# Bernard Hubert
Pour les articles homonymes, voir Hubert.
Bernard Hubert est un prélat catholique, qui fut l'évêque des diocèses de Saint-Jérôme et de Saint-Jean-Longueuil, dans la province de Québec, au Canada.

## Biographie
Né 1er juin 1929 à Beloeil, dans le diocèse de Saint-Hyacinthe,Bernard Hubert a fait son primaire auprès des frères maristes puis il étudie au séminaire de Valleyfield. Il a poursuivi des études de théologie à Ottawa, au Séminaire universitaire. Celui-ci a fait des études complémentaires en France, à Paris, en sciences humaines et en chimie, à New York. Ordonné prêtre le 30 mai 1953 il décide de demeurer dans le diocèse de Valleyfield, où il enseigne la chimie pendant les années 1950 et devient directeur des élèves. Guy Bélanger l'adjoignit en vicaire épiscopal.Tout en assumant la direction des activités de la paroisse de Valleyfield, Bernard Hubert était vicaire épiscopal de 1970 à 1971.
Bien qu’il ait passé une partie de sa vie dans les ordres religieux, il n’était pas destiné à devenir prêtre. Sa famille le voyait plutôt comme un avocat et la foi religieuse ne régnait pas dans sa famille. Autour de la table à manger, les sujets tabous, comme la sexualité, était habituelle. L’idée de devenir prêtre se développa qu’à ses 19 ans. Lors de ces études, Bernard Hubert soutient qu’il a été entouré de prêtres avec de volontés nobles qui proposaient une vie intellectuelle riche. Bernard Hubert est passé par la JÉC, la jeunesse étudiante chrétienne ainsi que l’ACGC, l’association catholique québécoise. C’est surtout auprès de la jeunesse étudiante chrétienne qu’il militera, laissant de côté l’association catholique québécoise.
À la fin des années 1960, il dirige les services aux étudiants de toute la province au centre d'animation, de développement et de recherche (C.A.D.R.E.).
En 1971, il est nommé évêque de Saint-Jérôme par le pape Paul VI. À son arrivée, il succède à Émilien Frenette. Il s'est beaucoup intéressé aux problèmes éducatifs et ouvriers, notamment à la question des expropriations de Mirabel, à celle de Tricofil et à la grève de United Aircraft en 1974-1975. Appelé à servir dans la Montérégie, son successeur est Charles Valois.
Bernard Hubert œuvra pour la place de la position de la femme dans l’Église. En 1981 il publie une lettre pastorale, afin de mettre en valeur des rapports plus égalitaire au sein de l’organisation. Il promeut un dialogue entre les évêques et les diverses institutions qui relèvent des citoyens.
Il devient l'évêque coadjuteur du diocèse de Saint-Jean-de-Québec en 1977, ayant été nommé par Jean-Paul II pour poursuivre la tâche de son prédécesseur, Gérard-Marie Coderre, auquel il succède en 1978. Sous son épiscopat, le diocèse change de nom, devenant le diocèse Saint-Jean-Longueuil, et l'église Saint-Antoine-de-Padoue devient la cocathédrale Saint-Antoine-de-Padoue.
Il est le président de la conférence des évêques catholiques du Canada de 1985 à 1987, puis président de l'Assemblée des évêques du Québec de 1991 à 1993. S'intéressant aux arts et à la culture, il a porté une critique du téléroman Au nom du père et du fils, sans toutefois croire à la censure. Son successeur dans ce diocèse est Jacques Berthelet.
Ayant été reçu Officier de l'Ordre national du Québec en 1994, il meurt deux ans plus tard, le 2 février 1996 d'une crise cardiaque. Il reçut ce titre en raison de ces idées innovatrices en matière de questions sociales. Il intervient au Centre Le Portage afin d’apporter du soutien pour des soucis de drogues et fait part de son expertise en matière d’environnement, notamment auprès de la Fondation québécoise.
En collaboration avec Paul Longpré, Bernard Hubert aborde la question religieuse ainsi que son enfance dans un ouvrage intitulé Malgré tout, l’Espoir, paru en 1994.
Son testament, intitulé Il faut que l'Église parle !, paraît en 1997.